# Second Division 1909-1910
La stagione 1909-1910 è stata la diciottesima edizione della Second Division, secondo livello del campionato di calcio inglese. Il capocannoniere del torneo fu John Smith dell'Hull City con 32 reti.

## Classifica finale
|  | Pos. | Squadra              | Pt | G  | V  | N  | P  | GF | GS | GF GS |
|  | ---- | -------------------- | -- | -- | -- | -- | -- | -- | -- | ----- |
|  | 1    | Manchester City      | 54 | 38 | 23 | 8  | 7  | 81 | 40 | 2.02  |
|  | 2    | Oldham Athletic      | 53 | 38 | 23 | 7  | 8  | 79 | 39 | 2.03  |
|  | 3    | Hull City            | 53 | 38 | 23 | 7  | 8  | 80 | 46 | 1.74  |
|  | 4    | Derby County         | 53 | 38 | 22 | 9  | 7  | 72 | 47 | 1.54  |
|  | 5    | Leicester Fosse      | 44 | 38 | 20 | 4  | 14 | 79 | 58 | 1.36  |
|  | 6    | Glossop              | 43 | 38 | 18 | 7  | 13 | 64 | 57 | 1.12  |
|  | 7    | Fulham               | 41 | 38 | 14 | 13 | 11 | 51 | 43 | 1.19  |
|  | 8    | Wolverhampton        | 40 | 38 | 17 | 6  | 15 | 64 | 63 | 1.02  |
|  | 9    | Barnsley             | 39 | 38 | 16 | 7  | 15 | 62 | 59 | 1.05  |
|  | 10   | Bradford PA          | 38 | 38 | 17 | 4  | 17 | 64 | 59 | 1.08  |
|  | 11   | West Bromwich        | 37 | 38 | 16 | 5  | 17 | 58 | 56 | 1.04  |
|  | 12   | Blackpool            | 36 | 38 | 14 | 8  | 16 | 50 | 52 | 0.96  |
|  | 13   | Stockport County     | 34 | 38 | 13 | 8  | 17 | 50 | 47 | 1.06  |
|  | 14   | Burnley              | 34 | 38 | 14 | 6  | 18 | 62 | 61 | 1.02  |
|  | 15   | Lincoln City         | 31 | 38 | 10 | 11 | 17 | 42 | 69 | 0.61  |
|  | 16   | Clapton Orient       | 30 | 38 | 12 | 6  | 20 | 37 | 60 | 0.62  |
|  | 17   | Leeds City           | 27 | 38 | 10 | 7  | 21 | 46 | 70 | 0.57  |
|  | 18   | Gainsborough Trinity | 26 | 38 | 10 | 6  | 22 | 33 | 75 | 0.44  |
|  | 19   | Grimsby Town         | 24 | 38 | 9  | 6  | 23 | 50 | 77 | 0.65  |
|  | 20   | Birmingham City      | 23 | 38 | 8  | 7  | 23 | 42 | 78 | 0.54  |

### Verdetti
- Manchester City e Oldham Athletic promosse in First Division 1910-1911.